# Готфрид фон Хоенлое
Готфрид фон Хоенлое (на немски: Gottfried von Hohenlohe) е четиринадесетият Велик магистър на рицарите от Тевтонския орден. Той е вторият член на фамилията Хоенлое, заемал този пост.
След като през 1279 г. е посветен в тевтонското военно монашество Готфрид е избран за комтур във Франкония. През 1294 той е посочен за ландмайстер на ордена в Германия. Въпреки че е посочен от предшественика си Конрад фон Фойхтванген като най-подходящия продължител на тевтонската политика в Източна Прусия, Готфрид не оправдава очакванията. На два последователни събора - в Мемел и Елбинг, Готфрид е принуден от своите събратя да се оттегли от ръководния пост.